# Francesc Sans Castaño
Francesc Sans i Castany (Barcelona, 1868 - 1937) va ser un pintor català que va destacar pels seus retrats i natures mortes.
Va estudiar a l'Escola de Belles arts de Sant Jordi de Barcelona, on va ser deixeble del pintor Josep Serra i Porsón.
Francesc Sans Castany va ser un hàbil retratista. S'inscriu en el realisme vuitcentista català que en el camp del retrat es va dedicar a immortalitzar a la petita i l'alta burgesia barcelonina. També va retratar destacats personatges del moment, entre els quals cal destacar Àngel Guimerà, Alfons XIII, Joan Sallarès, Joaquim Farrés i Aimerich i Josep Ricart i Giralt, així com tipus de dona espanyola amb la clàssica mantilla i interessants caps de gitana. A més dels seus retrats, va ser un prolífic pintor de natures mortes, flors i paisatges.
Així mateix, va col·laborar amb diferents publicacions de l'època i va il·lustrar diversos llibres, d'entre els quals destaca La Terra Catalana (Narracions, Festes, Costums i Comarques) de Teodor Baró, Sebastià Sarnes, Josep M. Folch i Torres i Ramón Pomés, editat l'any 1905.
Va participar en les Exposicions Nacionals de Belles arts de 1882, 1887 (esment honorífic), 1890, 1899 i 1910. A Barcelona es va donar a conèixer en l'Exposició General de Belles arts de 1894. També a la seva ciutat natal va obtenir la tercera medalla en la Universal de 1911.
Francesc Sans Castany va prendre part en diverses exposicions col·lectives en diferents sales de Barcelona i va participar en el Saló Witcomb de Buenos Aires el 1907 i 1908. Entre les mostres individuals cal destacar les celebrades a Barcelona, a la sala Parés el 1918 i en el saló El Segle el 1923. En aquesta última mostra van ser adquirides la majoria de les seves obres, la qual cosa li va portar a exposar de nou en aquesta sala l'any 1925.
La seva obra està representada en el Museu Nacional d'Art de Catalunya i a la Biblioteca Museu Víctor Balaguer i en el Museu d'Art Modern de Madrid.